# Conseiller pénitentiaire d'insertion et de probation
Pour un article plus général, voir Service pénitentiaire d'insertion et de probation.
En France, un conseiller pénitentiaire d'insertion et de probation (CPIP) est un fonctionnaire de catégorie A du service pénitentiaire d'insertion et de probation (SPIP), service déconcentré à l'échelle départementale de l'administration pénitentiaire. Sa mission principale est de participer à la prévention de la récidive en prenant en charge des personnes majeures placées sous main de justice, aussi bien en détention qu'en milieu ouvert.

## Historique
Le décret du 21 novembre 1966 crée le corps du personnel éducatif et de probation avec :
- Les éducateurs affectés, selon les besoins du service, soit à une maison centrale, un centre pénitentiaire, une maison d’arrêt, un quartier spécial de maison d’arrêt, un quartier de jeunes détenus, soit à un comité de probation et d’assistance aux libérés.
- Les adjoints de probation qui assistent les éducateurs délégués à la probation

L'évolution du métier amène à créer, avec le décret du 21 septembre 1993, le corps des conseillers d'insertion et de probation (CIP) qui remplacent les éducateurs. Ils deviennent conseillers pénitentiaires d'insertion et de probation (CPIP) avec le décret du 23 décembre 2010.

## Formation
Une fois admis à l'un des concours, les conseillers pénitentiaires d'insertion et de probation suivent une formation rémunérée de 24 mois à l'École nationale d'administration pénitentiaire (Énap), située à Agen (Lot-et-Garonne), qui forme l'ensemble des personnels de l'administration pénitentiaire française.

## Missions
Les conseillers pénitentiaires d'insertion et de probation ont pour mission de contrôler le respect des obligations imposées par l'autorité judiciaire, d’accompagner les personnes placées sous main de justice dans leurs démarches d’insertion et d'œuvrer à la compréhension de leur peine afin de participer à la prévention de la récidive. Ils ont également pour mission d'aider à la prise de décision judiciaire en adressant des rapports réguliers au juge de l'application des peines concernant le déroulement des peines et mesures.
Ils exercent au sein d'une antenne du service pénitentiaire d'insertion et de probation, sous l'autorité d'un directeur pénitentiaire d'insertion et de probation (DPIP).
Au sein des établissements pénitentiaires, ils interviennent pour accompagner les personnes détenues dans le cadre de leur parcours d’exécution de peine afin de préparer leur sortie. Ils peuvent proposer des mesures d'aménagement de peine au juge de l’application des peines. Ils luttent également contre la désocialisation des personnes détenues, notamment en organisant des activités culturelles et socioculturelles en lien avec la direction de l'établissement.
En milieu ouvert, ils interviennent dans le cadre d’un mandat judiciaire confié par le juge de l'application des peines. Ils accompagnent les personnes et impulsent avec elles une dynamique de réinsertion. Ils s'assurent du respect des obligations imposées aux personnes condamnées à des peines restrictives ou privatives de liberté (Sursis probatoire, semi-liberté, travail d'intérêt général, libération conditionnelle, surveillance électronique, etc.).

## Dans la culture
Sorti en 2023, le long-métrage Je verrai toujours vos visages de Jeanne Herry met en scène des conseillers pénitentiaires d'insertion et de probation accompagnant des détenus dans le cadre d'une mesure de justice restaurative.